# Lezhaförbundet

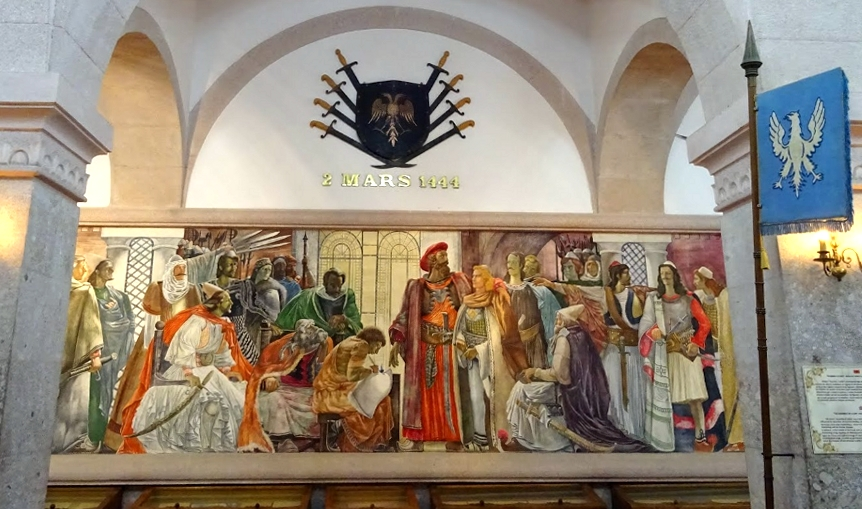
Målning över förbundsmötet 1444, i Skanderbegmuseet i Kruja.

Lezhaförbundet (albanska: Besëlidhja e Lezhës) var en konfederation av albanska furstendömen som existerade mellan den 2 mars 1444 och 25 april 1479.
Konfederationen skapades då Gjergj Kastrioti Skanderbeg organiserade ett möte i kuststaden Lezha med de övriga ledarna från de albanska furstehusen. Skanderbeg valdes till konfederationens ledare och överbefälhavare och efter hans död 1468 övertogs rollen av Lekë Dukagjini, fram till konfederationens upplösning 1479. Konfederationen bildades då de albanska adelsmännen såg det nödgat att förena sina styrkor för att möta det framryckande Osmanska riket, vilket var ett gemensamt hot gentemot furstarna. Inom konfederationen fortsatte dock varje lokal furste att styra sitt furstendöme som en suverän stat under Skaderbegs överhöghet.[källa behövs]
Genom Lezhaförbundet försågs Skanderbeg med pengar och soldater. Med dessa nya resurser kunde Skanderbeg bygga befästningar och organisera ett "mobilt försvar" som tvang osmanerna att sprida sina styrkor som också gjorde dem sårbara för albanernas raska nålsticksangrepp. Skanderbeg förde en gerillakrigföring mot den osmanska hären och använde den bergrika terrängen till sin fördel. I loppet av de första 8–10 åren hade Skanderbeg befäl över en armé på runt 10 000 till 15 000 man, men var beroende av stöd från de andra albanska furstarna och måste hela tiden överbevisa dem att han valde riktig strategi och taktik.
Alliansen föll samman efter den osmanska segern vid belägringen av Shkodra som den 25 april 1479 avslutade albansk-osmanska kriget.
Lezhaförbundet inbegrep både arberiska (albanska) och serbiska (montenegrinska) adelsledare, vilkas maktställning sträckte sig från kusten vid södra Epirus till gränsen mot Bosnien och Hercegovina. Förbundet sammanträdde i Lezha, som stod under venetianskt beskydd. Viktiga medlemmar av förbundet var arianitët, balshajt, muzakajt, spanët, zahariajt och cërnojeviçët. Förbundet hette på latin generalis concilium eller universum concilium, som betyder generalförsamlingen, medan termen Lezhaförbundet smiddes av sentida historiker.[källa behövs]
Lezhaförbundet har senare ansetts vara den första albanska statsbildningen, men enligt andra snarare ett tidigt tecken på albansk enighet.